# Anne-Marie Piuz
Anne-Marie Piuz (* 27. April 1923 in Genf; † 10. September 2010 in Collonge-Bellerive; heimatberechtigt in Hermance) war eine Schweizer Wirtschaftshistorikerin und Professorin.

## Leben
Anne-Marie Piuz wurde als Tochter des Landwirts und Cafetiers Jean Piuz und der Julienne Mathieu geboren. Sie schloss 1946 ihr Studium der Sozialwissenschaften an der Universität Genf mit dem Lizenziat ab. Danach erwarb sie 1955 in Berkeley einen Master-Abschluss. 1964 promovierte sie in Wirtschafts- und Sozialwissenschaften in Genf mit einer Dissertation über den Handel in Genf im 17. Jahrhundert.
Von 1949 bis 1964 war Piuz Assistentin von Antony Babel an der Universität Genf. Dort wurde sie 1962 Forschungsbeauftragte, 1969 ausserordentliche Professorin und von 1971 bis 1986 ordentliche Professorin für Wirtschaftsgeschichte an der wirtschafts- und sozialwissenschaftlichen Fakultät. Ihre Forschung konzentrierte sich auf die vorindustrielle Wirtschaft und Gesellschaft. Sie stand in engem Kontakt zu den wichtigsten Wirtschaftshistorikern im In- und Ausland, unter anderem in Lyon, Paris, Strassburg und Prato in der Toskana.

## Werke
- Du passé simple au passé composé. In: Alain Cortat et al. (Hrsg.): Ego-histoires: écrire l'histoire en Suisse Romande (= Collection Histoire). Editions Alphil, Neuenburg 2003, ISBN 978-2-940235-06-3, S. 401–416 (Autobiografie).